# Septemserolis ovata
Septemserolis ovata là một loài chân đều trong họ Serolidae. Loài này được Sheppard miêu tả khoa học năm 1957.